# Championnats d'Europe de lutte 1972
Navigation
Édition précédente Édition suivante
Les Championnats d'Europe de lutte 1972 se sont tenus à Katowice (Pologne) en 1972.

## Podiums

### Hommes

#### Lutte libre
| Épreuves | Or                 | Argent              | Bronze            |
| -------- | ------------------ | ------------------- | ----------------- |
| 48 kg    | Sefer Baygın       | Jürgen Möbius       | Ognyan Nikolov    |
| 52 kg    | Arsen Alakhverdyev | Bayu Baev           | Emil Butu         |
| 57 kg    | Ivan Kuleshov      | Ivan Shavov         | Zbigniew Żedzicki |
| 62 kg    | Ruslan Iliev       | Mehmet Sarı         | Petre Coman       |
| 68 kg    | Ismail Yuseinov    | Petre Poalelungi    | Sefer Saliovski   |
| 74 kg    | Adolf Seger        | Roman Marsagishvili | Yancho Pavlov     |
| 82 kg    | Vasiliy Sulzhin    | Ivan Iliev          | Wolfgang Nitschke |
| 90 kg    | Gennady Strakhov   | Rusi Petrov         | Paweł Kurczewski  |
| 100 kg   | Ivan Yarygin       | Vasil Todorov       | Gerd Bachmann     |
| 130 kg   | Aleksandr Medved   | Osman Duraliev      | Ștefan Stîngu     |

#### Lutte gréco-romaine
| Épreuves | Or                   | Argent               | Bronze             |
| -------- | -------------------- | -------------------- | ------------------ |
| 48 kg    | Gheorghe Berceanu    | Stefan Angelov       | Vladimir Subkov    |
| 52 kg    | Jan Michalik         | Vitaly Konstantinov  | Petar Kirov        |
| 57 kg    | Khristo Traykov      | Yuriy Sokolov        | Ion Baciu          |
| 62 kg    | Georgi Markov (en)   | Martti Laakso        | Kazimierz Lipień   |
| 68 kg    | Jürgen Hähnel        | Antal Steer          | Andrzej Supron     |
| 74 kg    | Pétros Galaktópoulos | Kasim Khalilov       | Vítězslav Mácha    |
| 82 kg    | Anatoliy Nazarenko   | Ion Gabor            | Miroslav Janota    |
| 90 kg    | Stoyan Nikolov       | Omar Bliadze         | Darko Nišavić      |
| 100 kg   | Nikolay Yakovenko    | Andrzej Skrzydlewski | Nicolae Martinescu |
| 130 kg   | Aleksandar Tomov     | Anatoliy Kochnev     | Victor Dolipschi   |

## Tableau des médailles
| Rang | Nation               | Or | Argent | Bronze | Total |
| ---- | -------------------- | -- | ------ | ------ | ----- |
| 1    | Union soviétique     | 9  | 6      | 1      | 16    |
| 2    | Bulgarie             | 5  | 8      | 3      | 16    |
| 3    | Roumanie             | 1  | 2      | 6      | 9     |
| 4    | Pologne              | 1  | 1      | 4      | 4     |
| 5    | Allemagne de l'Est   | 1  | 1      | 2      | 4     |
| 6    | Turquie              | 1  | 1      | 0      | 2     |
| 7    | Allemagne de l'Ouest | 1  | 0      | 0      | 1     |
| 7    | Grèce                | 1  | 0      | 0      | 1     |
| 9    | Finlande             | 0  | 1      | 0      | 1     |
| 10   | Yougoslavie          | 0  | 0      | 2      | 2     |
| 10   | Tchécoslovaquie      | 0  | 0      | 2      | 2     |